# Angelos Vlachopoulos

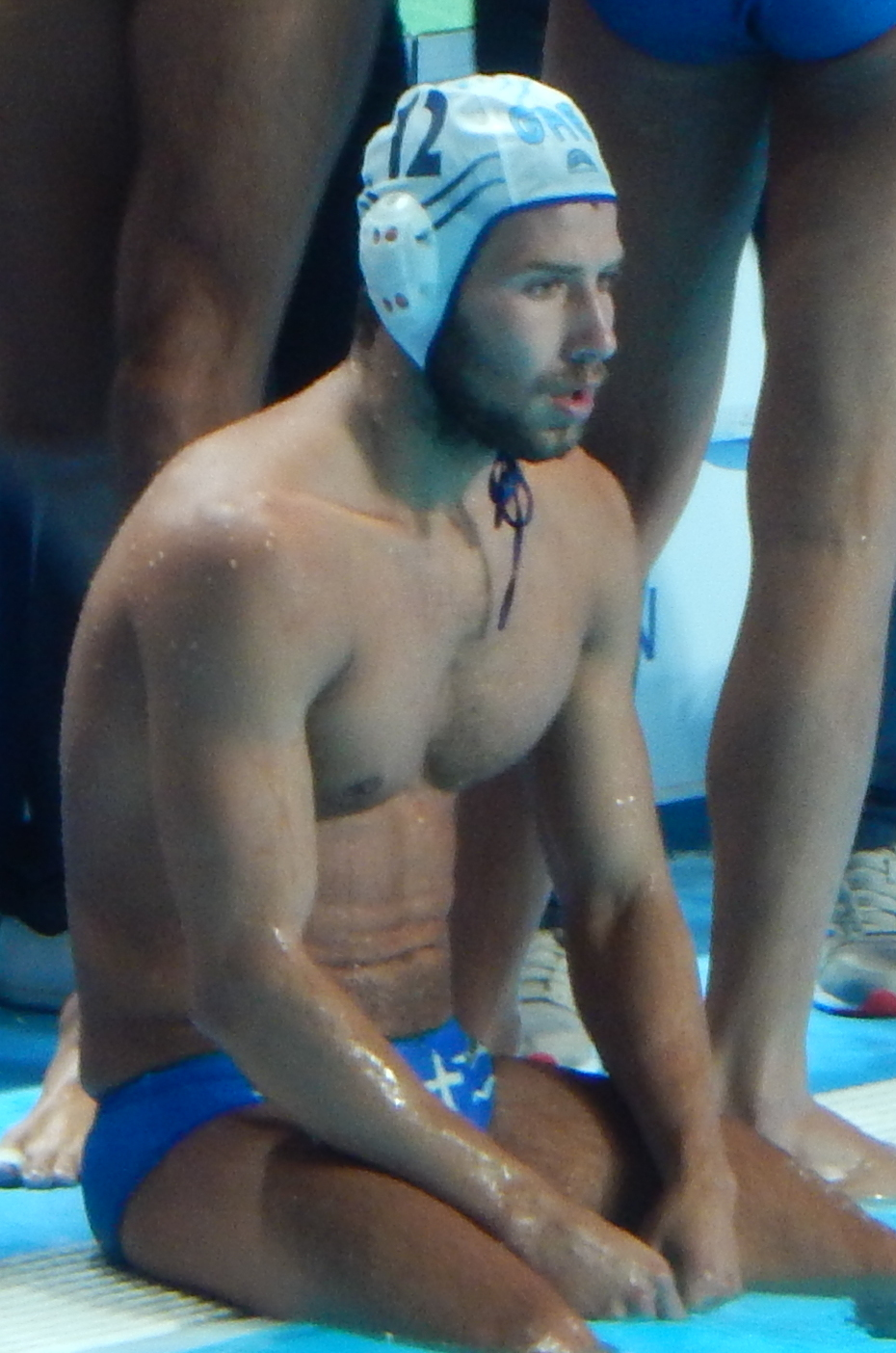
Angelos Vlachopoulos 2015 in Kasan

Angelos Vlachopoulos (griechisch Άγγελος Βλαχόπουλος, * 28. September 1991 in Thessaloniki) ist ein griechischer Wasserballspieler. Er war mit der griechischen Nationalmannschaft 2021 Olympiazweiter sowie 2015 und 2022 Weltmeisterschaftsdritter.

## Sportliche Karriere
Der 1,79 Meter große Vlachopoulos studierte an der Universität Piräus. Auf Vereinsebene begann er bei Vouliagmeni, hier wurde er 2012 griechischer Meister. Danach gewann er drei Meistertitel in drei Jahren bei Olympiakos. Nach Jahren in Italien und Ungarn wurde er 2022 und 2023 serbischer Meister mit VK Novi Belgrad. 
Vlachopoulos war mit der griechischen Juniorenauswahl 2009 Zweiter und 2011 Dritter bei der Juniorenweltmeisterschaft. Im Juni 2013 fanden im türkischen Mersin die Mittelmeerspiele 2013 statt, hinter Kroatien und Spanien belegten die Griechen den dritten Platz. Einen Monat später bei der Weltmeisterschaft in Barcelona unterlagen die Griechen im Viertelfinale der ungarischen Mannschaft und erreichten schließlich den sechsten Platz. 2014 bei der Europameisterschaft in Belgrad verloren die Griechen im Viertelfinale gegen die Serben und unterlagen im Spiel um den fünften Platz den Kroaten. Vlachopoulos erzielte insgesamt 15 Tore. Ein Jahr später bei der Weltmeisterschaft in Kasan gewannen die Griechen ihre Vorrundengruppe mit drei Siegen, zu denen Vlachopoulos insgesamt vier Tore beisteuerte. Ab dem Viertelfinale mussten die Griechen jeweils in die Verlängerung und danach ins Penaltyschießen. Im Viertelfinale gegen Australien siegte Griechenland. Im Halbfinale erreichten die Kroaten das Finale. Schließlich im Spiel um den dritten Platz gegen Italien verwandelten vier Griechen ihren Penalty und die griechischen Spieler erhielten die Bronzemedaille. Vlachopoulos war im Halbfinale und im Spiel um Bronze mit je drei Toren erfolgreichster Torschütze der griechischen Mannschaft. Bei allen drei Entscheidungen im Fünfmeterschießen verwandelte er seinen Versuch. 2016 bei den Olympischen Spielen in Rio de Janeiro belegten die Griechen in der Vorrunde den zweiten Platz hinter den Ungarn und verloren im Viertelfinale gegen die Italiener. In den Platzierungsspielen erreichten die Griechen den sechsten Platz. Vlachopoulos erzielte im Turnierverlauf 13 Tore.
2017 bei der Weltmeisterschaft in Budapest erreichten die Griechen in der Vorrunde den zweiten Platz hinter der Mannschaft Serbiens. Nach einem Sieg über Montenegro verloren die Griechen im Halbfinale gegen Ungarn. Im Spiel um den dritten Platz trafen sie wieder auf Serbien und unterlagen mit 8:11. 2018 erreichten die Griechen bei den Mittelmeerspielen den zweiten Platz hinter den Serben. Kurz darauf bei der Europameisterschaft in Barcelona belegten die Griechen den fünften Platz, nachdem sie im Viertelfinale gegen Spanien verloren hatten. Vlachopoulos erzielte im Turnierverlauf 15 Tore. 2019 belegten die Griechen den siebten Platz bei der Weltmeisterschaft in Gwangju. Bei den 2021 ausgetragenen Olympischen Spielen in Tokio gewannen die Griechen ihre Vorrundengruppe vor den Italienern. Im Viertelfinale bezwangen sie die Mannschaft Montenegros und im Halbfinale die Ungarn. Im Finale siegten die Serben mit 13:10. Vlachopoulos warf im Endspiel zwei Tore. Die Griechen gewannen die erste olympische Wasserball-Medaille bei den Männern überhaupt, nachdem 2004 in Athen die Damen Silber gewonnen hatten.
2022 bei der Weltmeisterschaft in Budapest unterlag die griechische Mannschaft im Halbfinale den Italienern. Das Spiel um den dritten Platz gewannen die Griechen mit 9:7 gegen Kroatien. Im Februar 2024 bei der Weltmeisterschaft in Doha verloren die Griechen im Viertelfinale gegen die Italiener mit 10:11. Vlachopoulos erzielte in diesem Spiel zwei Tore. In der Platzierungsrunde wurden die Griechen Fünfte, wobei sie im Spiel um den fünften Platz mit 15:11 gegen die Serben gewannen. Fünf Monate später bei den Olympischen Spielen 2024 in Paris unterlagen die Griechen im Viertelfinale den Serben mit 11:12. Vlachopoulos warf zwei Tore, darunter den Ausgleich sechs Sekunden vor Schluss. Drei Sekunden vor Schluss verwandelte Nikola Jakšić einen Freiwurf zum Endstand. In den Platzierungsspielen erreichten die Griechen den fünften Platz.